# قربانی (فیلم ۱۹۸۵)
قربانی (به هندی: Balidaan) فیلمی محصول سال ۱۹۸۵ و به کارگردانی اس. ای. چاندراسکار است. در این فیلم بازیگرانی همچون جیتندرا، سری دوی، قادرخان، شاکتی کاپور، آسرانی، بیندو ایفای نقش کرده‌اند.